# Cixius suturalis
Cixius suturalis är en insektsart som beskrevs av Matsumura 1914. Cixius suturalis ingår i släktet Cixius och familjen kilstritar. Inga underarter finns listade i Catalogue of Life.